# Westlicher Rieserferner
Westliche Rieserferner (italsky Vedretta di Ries occidentale) je největší ledovec pohoří Rieserferner v západní části Vysokých Taur o rozloze 1,97 km². Nachází se jižně nad Bachertalem, údolím v Jižním Tyrolsku, kde pramení řeka Reintal. Severně orientovaný ledovec leží mezi severovýchodním hřebenem Schneebiger Nock a severovýchodním hřebenem Magerstein. Ten odděluje ledovec od mnohem menšího ledovce Östlichen Rieserferner. Celá oblast je součástí přírodního parku Rieserferner-Ahrn.
Ledovec je rozdělen na dvě části a má dvě samostatná čela. Výškové rozpětí sahá od 3227 m do 2570 m, přičemž východní čelo představuje nejnižší bod. Střední část ledovce, kde jsou obě čela spojena, je silně protkána trhlinami.

## Vývoj ledovce
V období od října 2009 do září 2010 byla ve spolupráci s Hydrografickým úřadem v Bolzanu a Geografickým ústavem Univerzity v Innsbrucku stanovena hmotnostní bilance ledovce. Během sledovaného období byl zjištěn úbytek hmotnosti ve výši 1,208 miliardy litrů. To odpovídá – ve vztahu k ploše ledovce – vodnímu ekvivalentu 612 mm. Vzhledem k nedostatku údajů není možné přesné srovnání s předchozím rokem. Ukázalo se, že bilance hydrologického roku 2008/09 byla u všech zkoumaných jihotyrolských ledovců v průměru o 20 až 40 % nižší než dlouhodobý průměr. Poloha výškové linie rovnováhy (ELA) ve výšce 3100 m byla určena ze zjištěné změny čisté bilance na výškový rozsah. Poměr akumulační plochy k celkové ploše (Accumulation Area Ration, AAR) činil během zkoumaného období 17 %.
V roce 1979 ledovec končil v nadmořské výšce 2554 m, v té době měl ještě třetí čelo a jeho celková plocha činila 2,572 km². V roce 1925 dosahovalo hlavní čelo dokonce až do výšky 2425 metrů. Hmotnostní bilance ledovce byla zjišťována také v období 1977–1979. Podíl akumulační plochy (AAR) činil v hydrologickém roce 1977/78 94 %, tj. ablace probíhala pouze na 6 % plochy. Ve druhém studovaném hydrologickém roce 1978/79 činil podíl akumulační plochy 50 %; celkově tedy oba studované hydrologické roky vykázaly mírně kladnou bilanci.

## Galerie

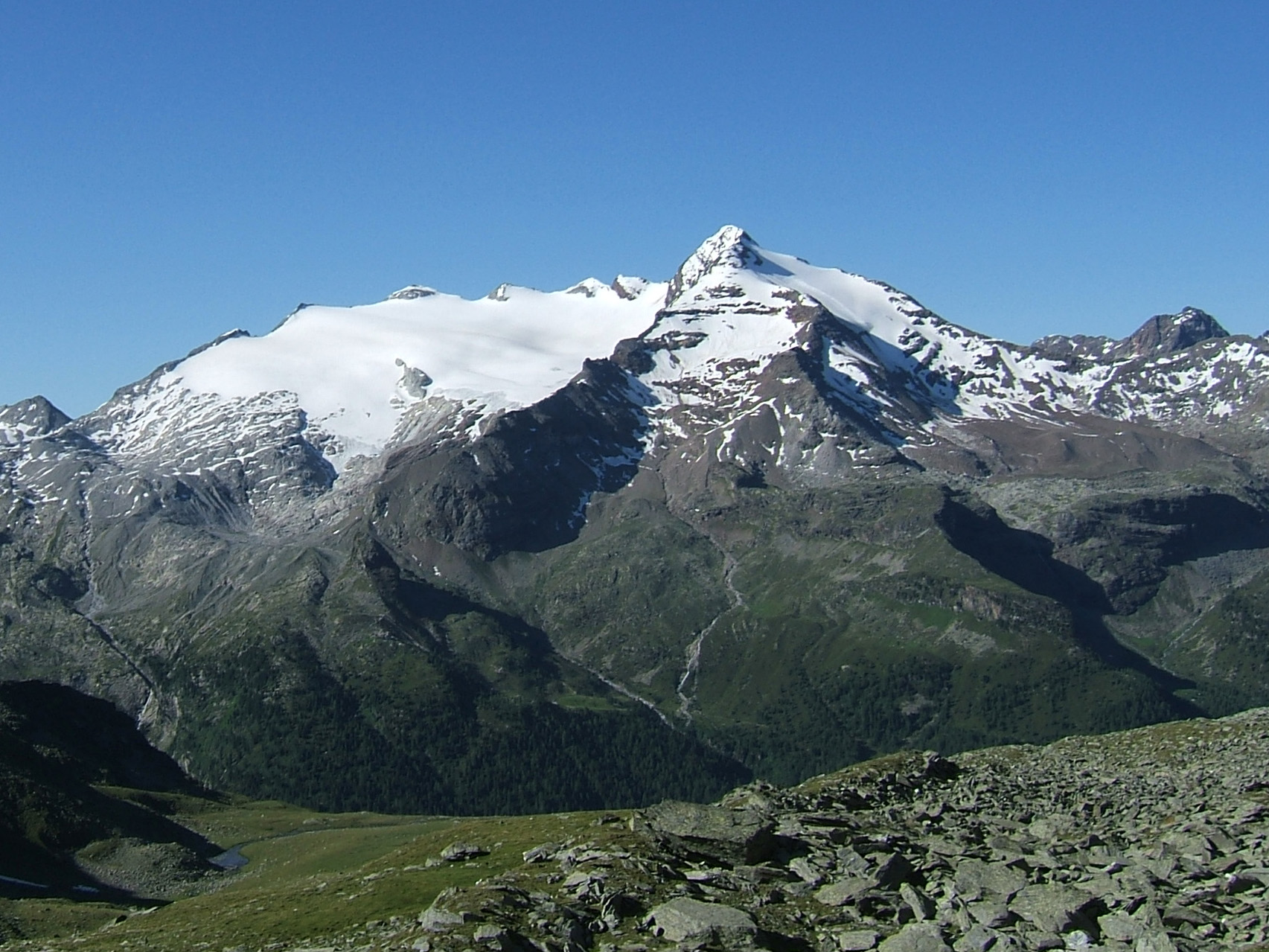
pohled na Schneebiger Nock s ledovcem od severu
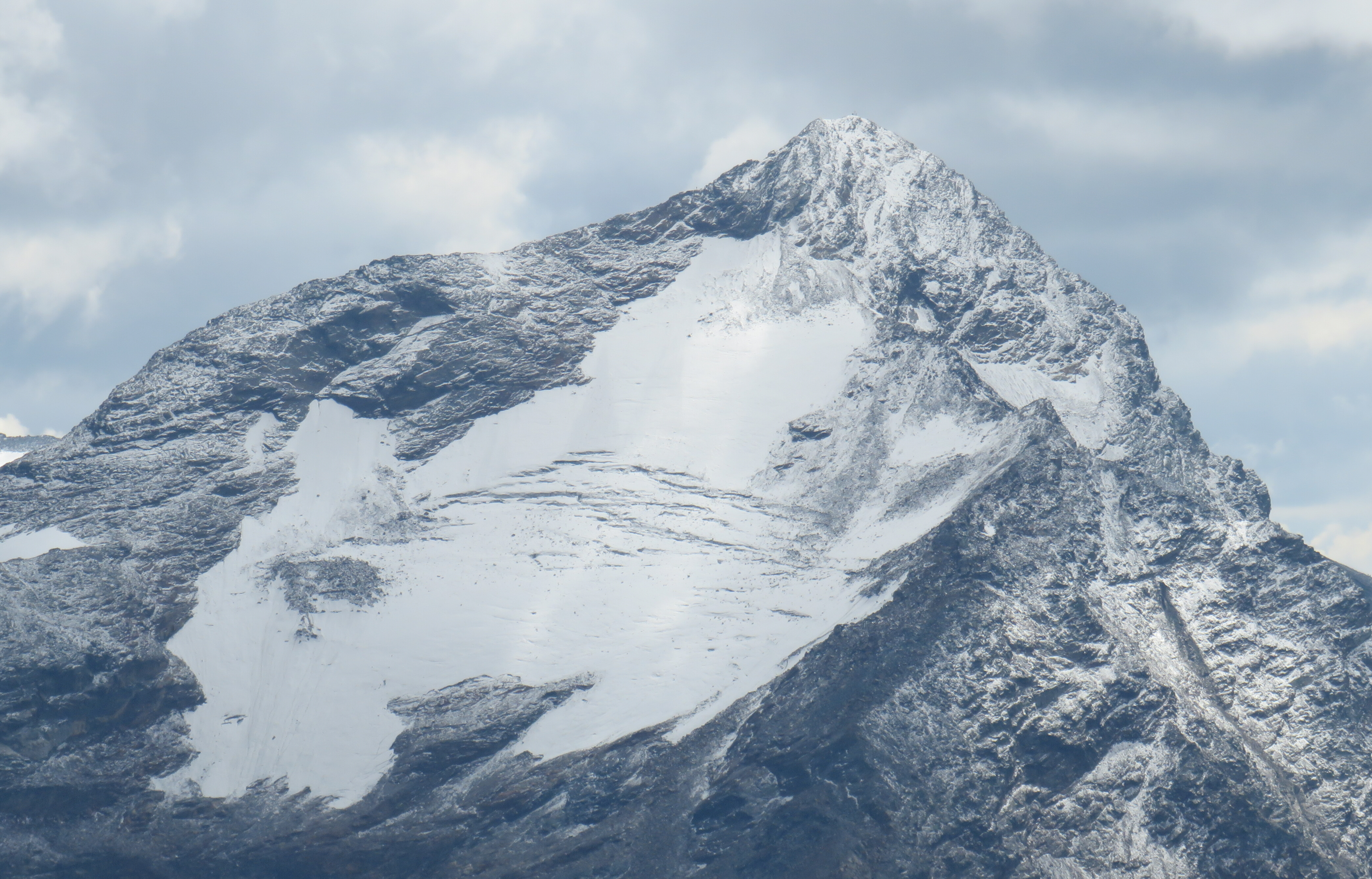
pohledy na ledovec Westlicher Rieserferner
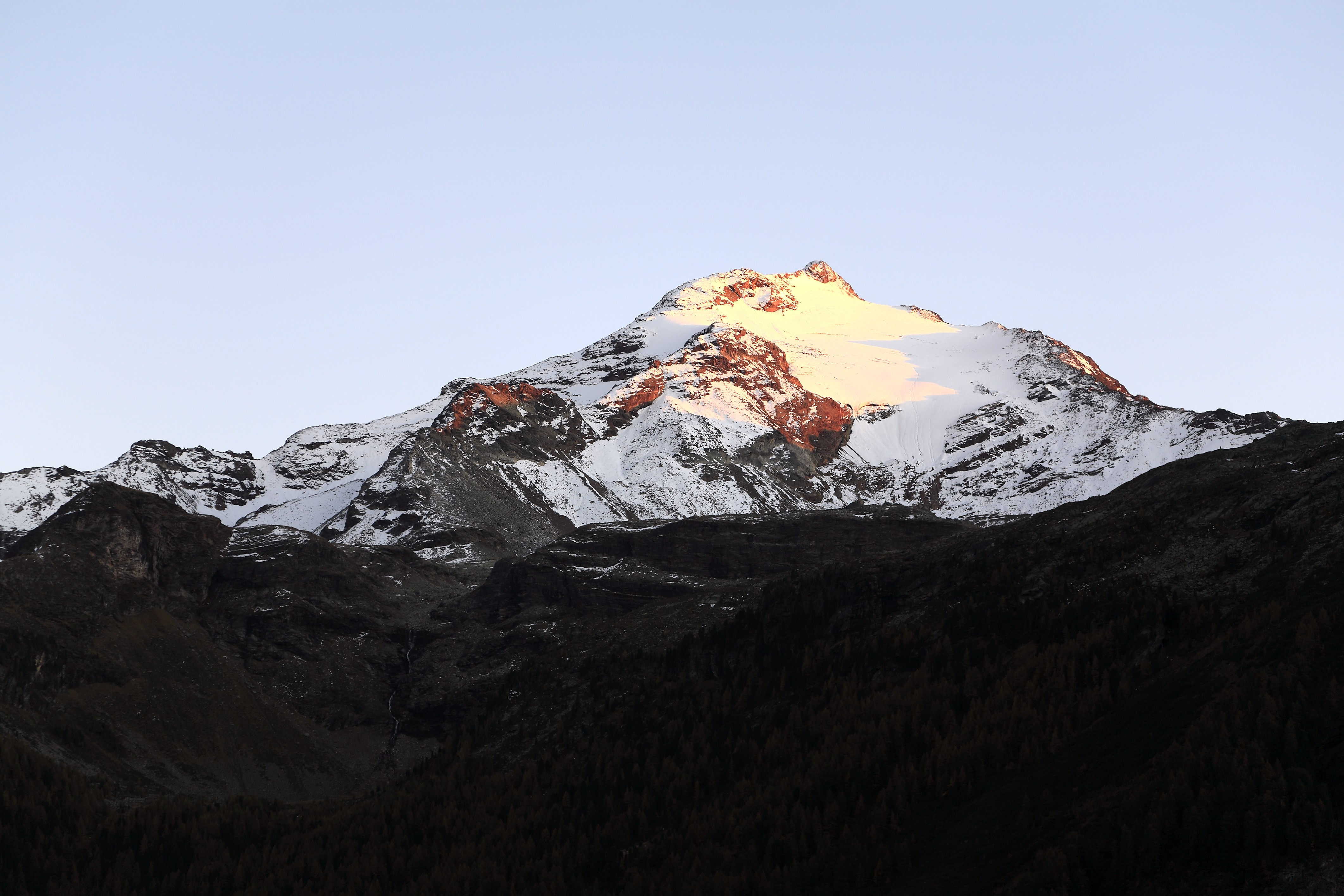
pohledy na ledovec Westlicher Rieserferner